# 郭汝瑰
郭汝瑰（1907年9月15日—1997年10月23日），又名郭汝桂。中国四川銅梁縣人，黃埔五期，日本士官學校二十三期，陸大第十期:547。中華民國國軍中將，實為中共特工，作为中国人民解放军副兵團級（1985年確定）干部離休。在國軍中歷任第十八軍第十四師參謀長、第五十四軍參謀長、第二十集團軍參謀長、軍務部軍務署長、國防部第五廳和第三廳廳長、徐州陸軍總司令部參謀長、第七十二軍軍長、敍瀘警備司令、第二十二兵团司令等重要軍職，在抗戰時受到白崇禧、陳誠、何應欽、顧祝同4位軍事巨頭賞識:547。他在第二次國共內戰期間，為中共提供情報，為中國共產黨在國共內戰中得勝作出了貢獻。

## 生平

### 早年生涯
1907年9月15日，郭汝瑰出生於中国重慶銅梁縣伊家市達昌池，父親郭錫柱是當地的教員。郭家的小塊土地由佃農耕種。
1919年，郭汝瑰隨父親投靠在川軍中任職的堂兄郭汝栋。此后，郭汝瑰先后在成都高等師范小學及成都聯合中學就讀。1924年，成都聯合中學的學生因為嫌校長紀律過嚴而發动學潮，使校長張錚被楊森調離，郭汝瑰為積極參與學潮的學生代表之一。楊森任命的新校長揮霍教學經費，大飽私囊，學校的教學質量也大幅下降，學生們對當初帶頭鬧事的學生代表大為不滿，認為早知如此當初就不應該反對張錚，郭汝瑰感覺「內心不安，非常尷尬」，在畢業前離開了學校。
郭汝瑰於1925年入黄埔军校第五期。1927年4月，正在黄埔军校就读的郭汝瑰按照吴玉章的安排，提前毕业，回到重慶涪陵县，来到时任国民革命军第二十军第二路司令郭汝栋的司令部任职，以阻止杨森率部出四川配合蒋介石进攻武汉。郭汝瑰历任国民革命军第二十军政治部科员、连长、营长等职，多次參與四川軍閥間的小規模戰爭。1928年5月，郭汝瑰在綦江任营长期间，由少校团副袁镜铭介绍，秘密加入中国共产党。1929年在川軍郭汝棟部加入中共，後失掉組織聯繫:547。1930年，郭汝栋部被國民政府調往湖北，并被要求進行清黨，郭汝栋遂同意自己部隊中中共党员離職，郭汝瑰也被安排去日本留學。郭汝瑰就此与中共党组织失去联系，於1931年4月進入日本陆军士官学校学习。
1931年九一八事變后，郭汝瑰退学。回國后，于1931年底进入蒋中正任校长的中國陆军大学第十期和庐山军官训练团学习。1937年5月，任国民革命军第十八军第十四师参谋长。

### 抗日戰争
1937年7月7日卢沟桥事变爆发。此后，郭汝瑰隨所在的第十四师先后参加了淞沪会战和南京保卫战。郭汝瑰在戰役中代理第十五集团军第十八军第十四师第四十二旅旅长，隨后被陈诚提升为第五十四军参谋长，第二十集团军参谋长，第七十三军暂编第五师师长。郭汝瑰在松沪会战时有遗书：“我八千健儿已经牺牲殆尽，敌攻势未衰，前途难卜。若阵地存在，我当生还晋见钧座。如阵地失守，我就死在疆场，身膏野革。他日抗战胜利，你作为抗日名将，乘舰过吴淞口时，如有波涛如山，那就是我来见你了。”
1938年，郭汝瑰在武漢會戰前提出軍事報告，建議武漢會戰應該以運動戰和消耗戰在外圍利用有利地形層層阻擊，同時配合敵後襲擾逐步消耗和瓦解日軍。該報告被武漢會戰作戰計劃采納。
1941年，郭汝瑰後來參加了薛岳指揮的第三次長沙會戰。
1943年，郭汝瑰任国防研究院研究委員，中央訓練團第一大隊隊副。1944年以副武官名義去英國考察。1945年回國。1945年3月，郭汝瑰任军政部军务署副署长，國家總動員會議秘書。
抗戰後期與中共地下黨恢復聯絡:547。1945年4月，郭汝瑰通過黄埔军校的同学任廉儒（任逖猷），與中共恢復聯繫。1945年5月和1946年3月，郭汝瑰两次秘密会见中共中央南方局负责人董必武，除了提供有關國民黨方面作戰指揮調度的最高级情报之外，还要求赴延安，并要求恢复中共党籍。董必武对他说，恢复党籍原则上可以，但需要经过考验才行，并动员他留在国民政府内，为中共提供情报。

### 國共内戰期間
在四年第二次國共内戰期間，郭与中共地下聯絡員任廉儒接头一百餘次，提供大量軍事機密；如在軍務署副署長任內，提供國軍作戰序列及編制裝備人馬數目表（該件僅印13份），還提供蔣派軍隊接收張家口、北平、塘沽地區，阻止解放軍出關之計劃，以及裝備所派軍隊之計劃；在任國防部第五廳副廳長和軍調部張治中談判助手期間，提供國軍整編情況和三人小組會議政府方面之機密情報；在第三廳廳長任內，提供重点进攻山东之计划及調歸陸軍總司令部徐州司令部序列；在擔任陸軍總司令部徐州司令部參謀長期間，提供国军進攻大别山後陸軍總司令部徐州司令部所轄兵力配置、陸軍總司令部徐州司令部解围兖州之计划；回任第三廳廳長後，提供國軍解围长春之方案、解围双堆集之计划以及1948年11月底国军之江防计划、1948年12月初國軍京滬地區江防要圖等:548。
1946年2月，郭汝瑰任軍事三人小組中的国民政府代表張治中的隨員。因受到國防部長白崇禧赏识，郭汝瑰於1946年6月出任国民政府國防部第五廳副廳長；10月，升任第五廳廳長，掌理陆海空军与联勤各高级司令部及机关、部队、军校的编制与训练方针。厅内设厅办公室及2处：
- 第一处（编制及动员）：掌管陆海空军及联勤各高级司令部与部队的动员与复员；会同有关厅、局配拨陆海空军和联勤所需人员；策定陆海空军和联勤部队的均衡发展计划；决定地方团队编制的方针。
- 第二处（训练）；拟订陆海空军和联勤部队的训练标准与联合训练计划；指导各军校教育及审查教程、教材，确定军事训练的基本方针；经常对训练机关、学校实行监督、考核；决定地方团队紧急使用方针；国民军训及地方团队训练场所、设备的分配等事宜。

1947年5月，在孟良崮戰役中，郭汝瑰将蒋中正决定的國軍作戰部署抄转任廉儒，为华东野战军以優勢兵力包圍并殲滅国军整編第七十四師（由第七十四軍改編）作出了贡献。
郭汝瑰在国军内部制造混乱，動搖軍心。1947年3月19日，400名国军退役将校因“整编”被迫“自谋生路”而发生的中山陵哭陵事件，就是他参与制定的整编方案一手造成的。
1947年3月，郭汝瑰任陸軍總司令部徐州司令部參謀長，協同顧祝同指揮中原和山東等地作戰。郭汝瑰一直欺騙蒋中正「刘邓大军」要向南跃进的战略意图，最后成功讓其判断失误，作出“集中兵力追歼”的错误决策，放「刘邓大军」突出黄泛区直抵沙河。郭汝瑰在陸軍總司令部徐州司令部參謀長任上，還依照董必武的指示，設法调任张克侠為徐州城防司令。1948年11月10日，在淮海战役中，张克侠等人在万年闸率部起义，使徐州防線的东北大门洞开，中国人民解放军得以佔領徐州。
郭汝瑰為了保護自己，曾經檢舉国防部负责作战的次长劉斐有共諜嫌疑。实际上郭汝瑰与刘斐关系极差，1948年豫东战役期间，刘斐擅自改动作战计划，使区寿年兵团被歼，郭曾想借此搞刘一下。
郭汝瑰除洩露軍情外，還在国军内部製造矛盾，作出错误部署，擬訂對國軍不利的作戰命令，發佈了很多假情報。
1948年7月，郭汝瑰復任國防部第三廳（作戰廳）廳長，该厅内设：
- 第一处（战略及方针）：拟订陆海空军战略计划；协调有关战略的作战实施计划；策定作战方针和军事方针。
- 第二处（作战）：推动并监督战略及作战计划的执行；指导军队向战场调动装备；公布命令及实施计划；拟办并分配作战所收的报告和作战教训等资料。

1948年9月22日，授少將軍銜。1948年10月，國軍統帥決定“守江必守淮”，集中优势兵力于徐州、蚌埠之间的津浦铁路两侧，与解放军决戰。淮海戰役的具體作战方案就是由郭汝瑰本人所制定，此方案尚未下达到前線的國軍，就被郭汝瑰报达給解放军的指揮部。郭汝瑰還影響蒋中正屢次變更作戰方案，放棄坚守蚌埠，在徐州外围作戰，增加了國軍在移動中被分割围歼的機會。
會戰前後，國防部劉斐、郭汝瑰利用職務便利，影響與誤導戰略決策；從醞釀制訂會戰計劃，到杜聿明部被圍陳官莊，劉、郭幾乎參與所有重要決策；會戰之兩套方案是由郭汝瑰具體擬定，其中固守徐州、集主力於徐蚌鐵路兩翼之「攻勢防禦」案被前線指揮官、徐州剿匪總司令部副總司令杜聿明指為「中外戰爭史上從未有過的出奇方案」；蔣採納方案，又事先為解放軍掌握，未及全面付諸實施，即因解放軍迅速進攻而落空:548。
淮海战役開始前，邱清泉參加在徐州花園飯店召開的軍事會議，對郭汝瑰警告說：
|  | 你今天這個部署就等於當年項羽在垓下的部署，今天陳毅從濟南下來，也就等於劉邦當年的情勢一樣。而今時代變了，戰略地勢沒變，我們現在在九里山，也就是當年項羽失敗的地方，這個部署非蹈歷史覆轍不可！ |

會戰后，郭汝瑰繼續得到國軍統帥的器重和信任。1949年1月11日，郭汝瑰向參謀總長顧祝同要求帶部隊，遂被任命为第七十二军军长兼敍瀘警備司令:549。10月初，二野攻入貴州直逼重慶時，蔣才明白解放軍主攻方向，急令郭將新編第三十四師推進到長江南岸，堅守隘路口、江門，阻止解放軍前進，並提升郭為第二十二兵团司令指挥第二十一军、第四十四军、第七十二军和3个独立师在宜賓、瀘州、內江之間沿長江、沱江設防:550。郭暗中命令新編第三十四師敗往宜賓，解放軍於11月30日順利進佔重慶；12月3日，解放軍從瀘州下游之羅漢場打電話給郭，當日傍晚郭率部離開瀘州退往宜賓，12月9日上午郭發出通電，且以敍瀘警備司令之名義命令川南各縣縣長妥善保存檔案向解放軍交接:550。
1949年12月，郭汝瑰在宜宾率部投共/起义，徹底破坏蒋介石固守大西南的计划:308。

### 中華人民共和國時期
郭汝瑰對中共在內戰中的勝利有功，但郭当时的唯一中共地下党联系人仍需赴香港继续潜伏而不能暴露身份为郭作证明，郭為中共所做出的貢獻不為人知，中國人民解放軍在1955年實行軍銜制時未授予其軍銜，郭恢复中共党籍的要求也不能实现。
1950年6月，第二十二兵團被整編，郭汝瑰調任川南行署委員兼交通廳廳長:550。1951年1月，調解放军南京军事学院（院長劉伯承），任合同戰術教员:550-551。並任军事史料研究处副处长、研究员。1957年，南京军事学院一位投降留用军官“坦白”自己是“国民党特务”，郭汝瑰则是国民党潜伏特务组长；郭汝瑰随即被逮捕，后因董必武等人出面而被“平反”。郭汝瑰在反右鬥爭中由南京軍事學院定為右派，但隨即被中央軍委以“情節輕微，不作右派處理”。文革时也被批斗。1970年南京軍事學院撤銷編制，郭汝瑰回到重慶巴縣及重慶北碚定居。
1979年4月中共中央組織部讓他「重新入黨」:551。郭汝瑰在1988年中國人民解放軍重新實行軍銜制時已退役，未獲授予軍銜，擔任過黃埔軍校同學會副會長，是中国人民政治协商会议第四，五，六，七屆委員，1985年得「副兵團級待遇」。二十世紀九十年代末車禍後健康狀況惡化。郭汝瑰1997年10月23日於重庆去世:551。

## 著作
郭汝瑰著有《郭汝瑰回憶錄》，主持编纂《中国抗日战争正面战场作战记》等書。
在这两本书中，他认为国民党是抗日的，蒋介石是抗日的，但以消极抗日为主。下层官兵演绎了很多可歌可泣的舍身忘死保家卫国故事，上层决策层则以越级指挥、朝令夕改、勾心斗角、软弱投降为特色。